# Osiedle Parkowe (Pruszków)
Osiedle Parkowe jest osiedlem położonym w samym centrum Pruszkowa, w sąsiedztwie przystanku Pruszków WKD. Jego główną oś wyznacza ulica Mikołaja Kopernika. Ponadto na Osiedle Parkowe składają się jeszcze ulice takie jak: Lipowa i majora Hubala. W skład osiedla wchodzi szereg położonych wzdłuż ulicy Kopernika dziesięciu bloków mieszkalnych. Drugą, mniejszą część osiedla stanowi kilka bloków usytuowanych przy ulicy Lipowej. Oprócz bloków mieszkalnych na osiedlu znajduje się również Szkoła Podstawowa nr 4 im. Jana Pawła II oraz pasaż sklepowy po nieparzystej stronie ulicy Kopernika (m.in. sklep Lewiatan, piekarnia, księgarnia, pasmanteria, kantor).
Na osiedlu znajdują się ponadto: dwa przedszkola (ul. Hubala i Kopernika), dwa ujęcia wody „oligoceńskiej” (ul. Hubala i Lipowa), kiosk, siłownia oraz naturalnie zarząd osiedla przy ulicy Hubala.
Osiedle otoczone jest od południa równoległą do ulicy Mikołaja Kopernika ulicą Ignacego Kraszewskiego, gdzie mieści się urząd miasta, poczta, sąd rejonowy, komenda powiatowa policji, biblioteka oraz banki i sklepy. Od strony północnej osiedla znajduje się, założony w II połowie XIX wieku, zabytkowy Park Potulickich z unikatowym układem przestrzennym. Po stronie zachodniej znajduje się pl. Jana Pawła II z fontanną i pałacykiem ślubów, a od strony wschodniej linia WKD. Samo osiedle zostało wybudowane na początku lat 70. XX wieku.